# Tarka pettyeskosbor
A tarka pettyeskosbor (Neotinea tridentata) az egyszikűek (Liliopsida) osztályának spárgavirágúak (Asparagales) rendjébe, ezen belül a kosborfélék (Orchidaceae) családjába tartozó, Európában honos, sziklagyepekben élő, Magyarországon védett növényfaj.

## Elterjedése
Európai faj, elsősorban a kontinens középső és déli részén honos. Elterjedésének határai nyugaton Délkelet-Franciaország, délen a Szardínia-Szicília-Balkán-Kis-Ázsia vonal, északon Németország és Lengyelország, keleten a Krím és a Kaukázus. 1600 méteres magasságig is hatol. Magyarországon a dombvidékek (állományainak 45%-a) és az alacsony hegyvidékek (45%) növénye. A Bükkben, az Aggteleki-karszton, a Gödöllői-dombságon, a Pilisben, a Vértesben, a Bakonyban, a Balaton-felvidéken, a Zalai-dombságon és a Mecsekben vannak jelentősebb állományai.

## Megjelenése
A tarka pettyeskosbor 20-30 (45) cm magas, lágyszárú, évelő növény. Ikergumói a talajban találhatók. 3-6 (ritkán 8) kékeszöld, néha ezüstösen csillogó, lándzsás alakú tőlevelet fejleszt, melyek hossza 4-11 cm, szélessége 1,1-2,1 cm (nagyjából közepükön a legszélesebbek). A száron ezen kívül 2-4 szárlevél található, amelyek mérete felfelé egyre kisebbedik és a legfelső sem éri el a virágzatot. A virágzat murvalevelei hártyásak, hosszuk 8-12 mm, szélességük 1,3-2,2 mm.
Április vége-június közepe között virágzik. Virágzata tömött, tojásdad vagy félgömb alakú fürt, amelyet 20-40 (60) halványlila, rózsaszín vagy fehér virág alkot. A külső és belső lepellevelek (szirmok) sisakká borulnak össze, amely kívülről fehérek vagy világos rózsaszínűek. A külső lepellevelek hosszan kihúzott csúcsban végződnek, hosszuk, 7,5-12,5 mm, szélességük 2,2-4,4 mm. A mézajak hossza 7-10 mm, szélessége 8-12 mm, háromkaréjú, a középső lebenynek két szétálló cimpája van. Alapszíne fehér, rajta számos lilás, rózsaszínes vagy borvörös pöttyel. A sarkantyú enyhén lefelé hajlik, hossza 5-7 mm.
Termése 9,5-12,5 mm hosszú, 2,5-3,5 mm vastag toktermés, benne átlagosan 5 200 (630-14500) apró maggal.

## Életmódja
Dolomit- és mészkősziklagyepekben, pusztafüves lejtőkön, karsztbokorerdőkben, ritkán homoki gyepekben él. A talaj kémhatását illetően nem különösebben válogatós, élőhelyein a talaj pH-ját 5,7-8,0 közöttinek (átlagosan 7,3) mérték.
A csírázás után a második évben fejleszt először zöld hajtást. A Keszthelyi-hegységben egy populációja felmérésekor a tövek 37-79%-a virágzott egy évben, 21-56% vegetatív hajtást fejlesztett, 0-24% pedig a talajban lappangott.
Tőlevelei szeptember-októberben jelennek meg, december közepére általában 3-6 levelet fejleszt és így telel át. Április végétől június közepéig virágzik, középnapja május 17. Nektárt nem termel. Megporzásáról különböző méhek és poszméhek (Andrena, Lasioglossum, Bombus fajok) gondoskodnak. A megtermékenyülés hatékonysága 20-55%-os. A termések júliusra érnek be. Vegetatívan is szaporodhat. A sömörös pettyeskosborral alkotott hibridjét Magyarországon is megfigyelték.

## Természetvédelmi helyzete
A tarka pettyeskosbor nagy területen elterjedt, nem túl gyakori gyakori faj, amely létszáma csökkenőben van ugyan, de léte biztosítottnak látszik. A Természetvédelmi Világszövetség Vörös listáján "nem fenyegetett" státusszal szerepel. Elsősorban élőhelyének eltűnése, beerdősülése, helyenként a vadkár jelent számára veszélyt. Magyarországon eddig összesen 191, 1990 óta 162 állományát mérték fel, visszaszorulása 15%-os. Teljes egyedszáma százezres nagyságrendűre becsült. 1982 óta védett, természetvédelmi értéke 10 000 Ft.

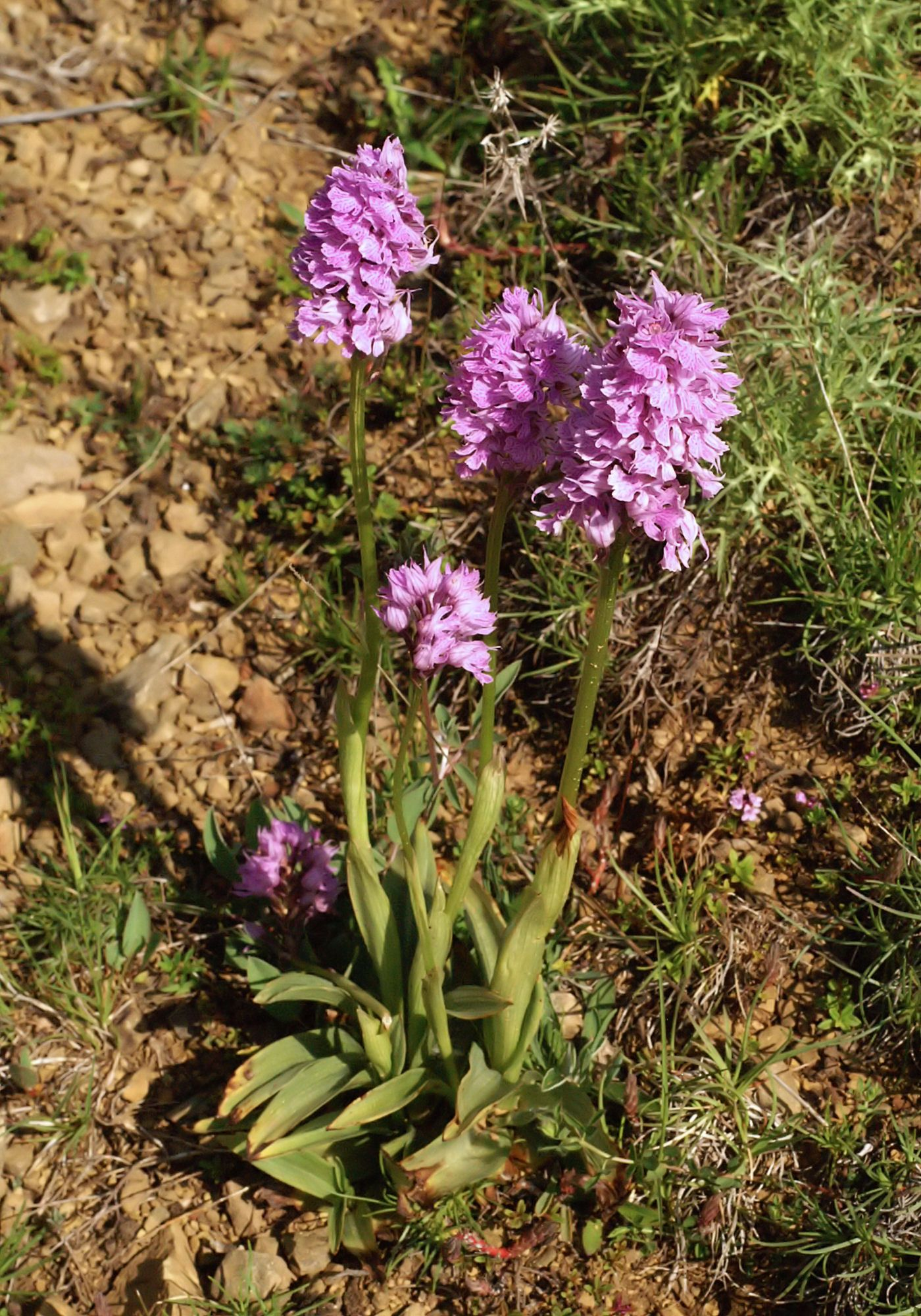
Habitusa
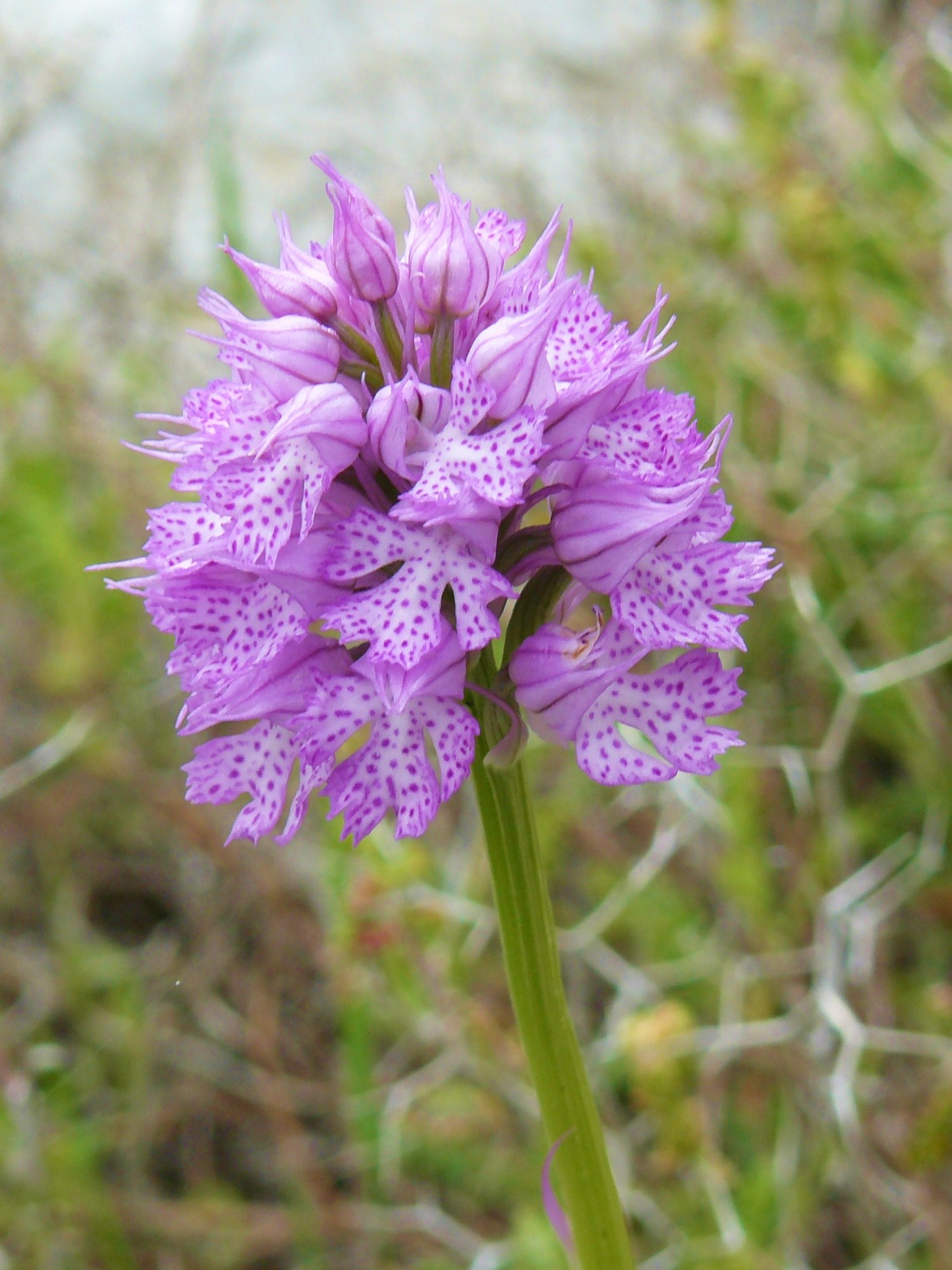
Virágzata
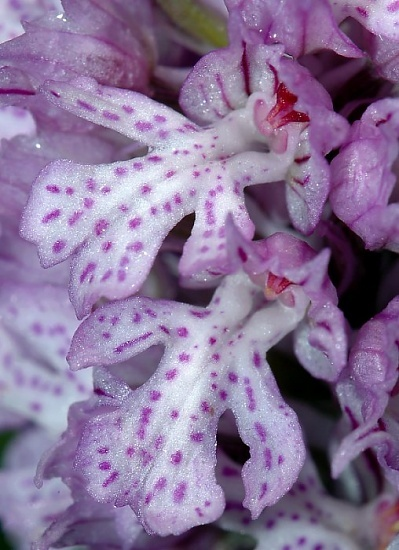
Virága
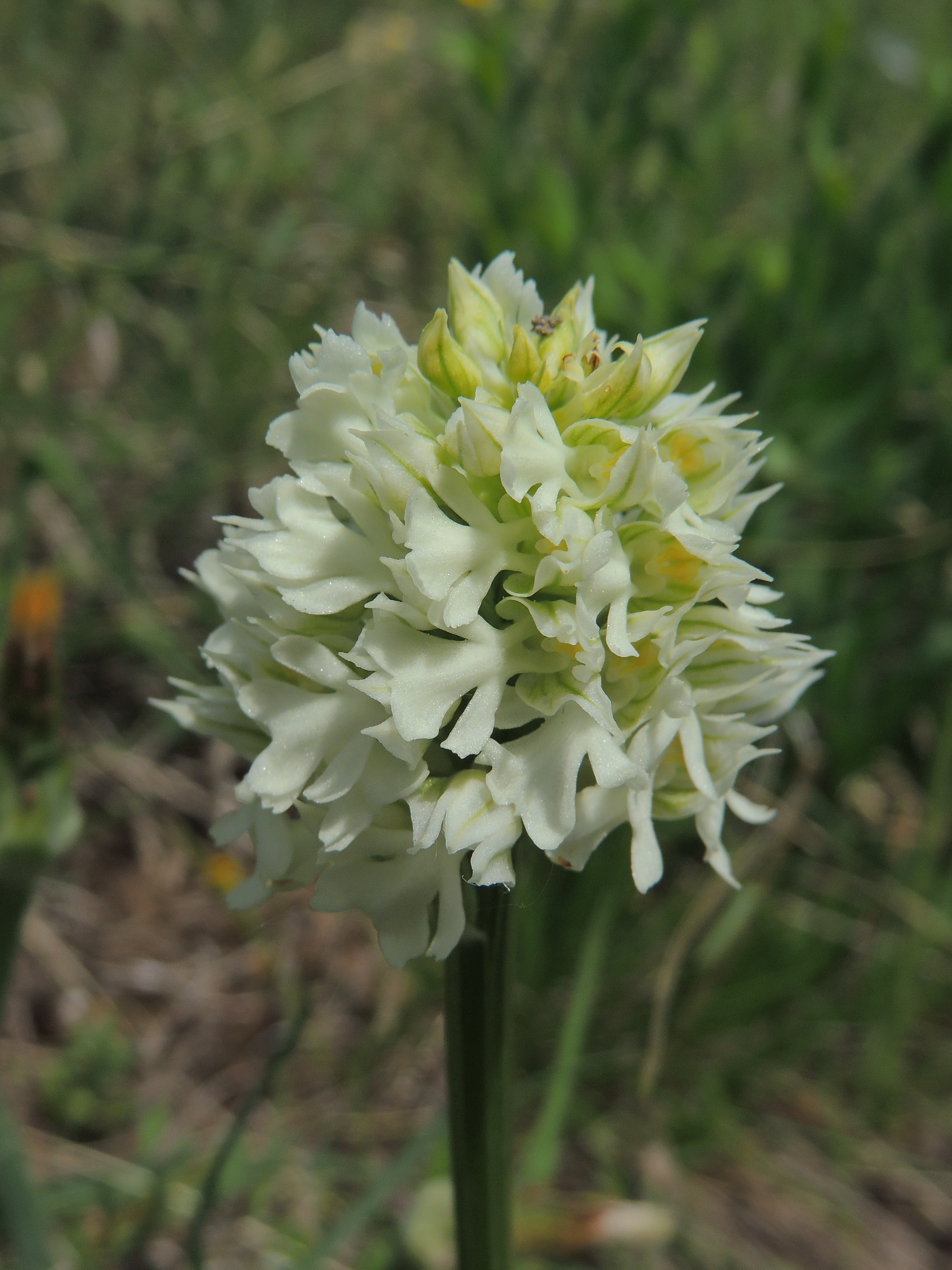
Fehér színváltozata
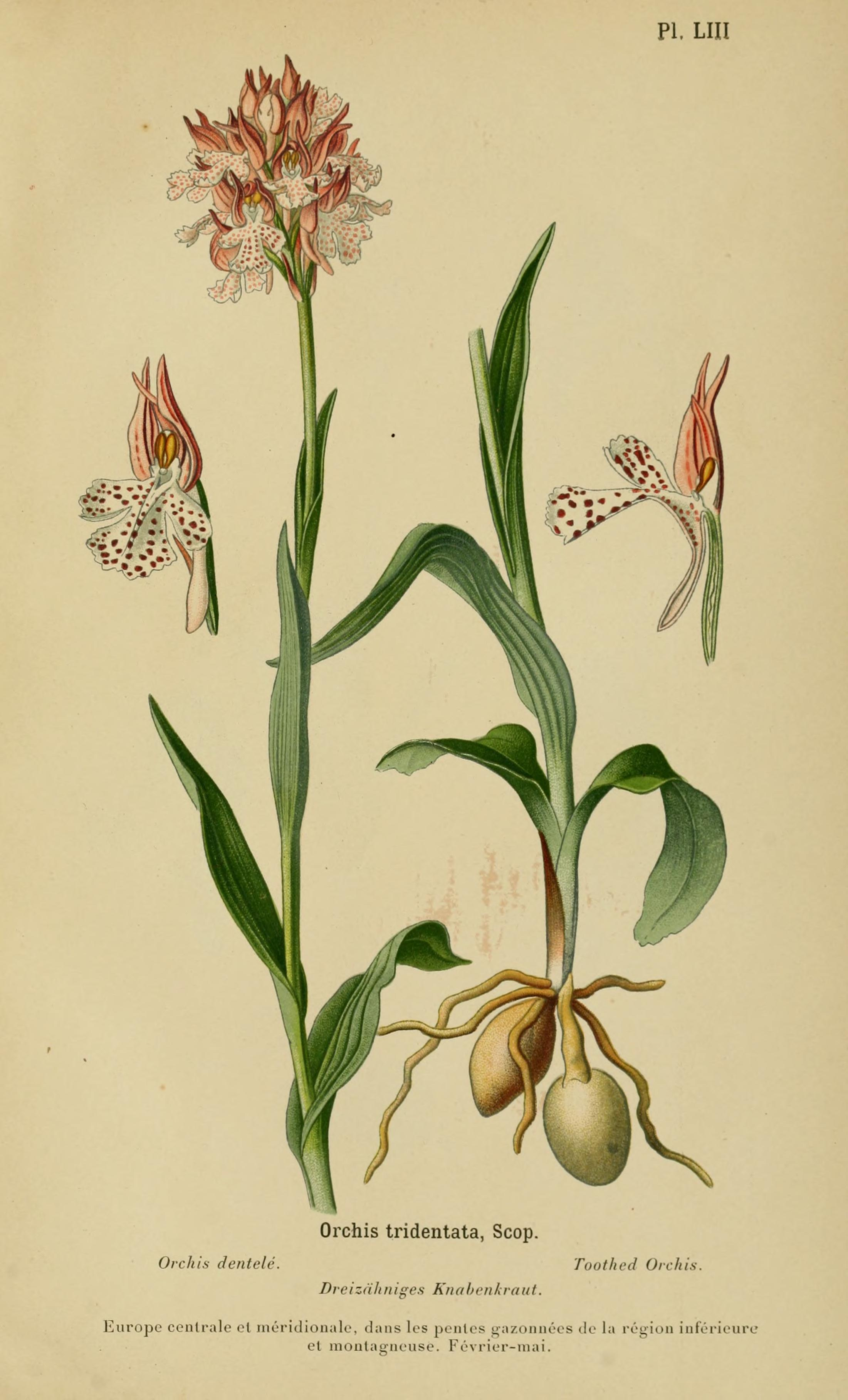
Ábrázolása egy svájci botanikakönyvben (1899)